# Can Massabé
Can Massabé és una masia de Sils (Selva) inclosa a l'Inventari del Patrimoni Arquitectònic de Catalunya.

## Descripció
L'edifici està situat sobre un turó que s'està explotant com a sorreres que han fet desaparèixer el terreny del costat esquerre. És un gran casal de tres plantes amb coberta de vessant a façana. Planta amb quatre naus cobertes amb volta d'arc rebaixat de rajols de les quals només se’n conserva una. Té un cos afegit posteriorment al costat dret, amb vessant lateral. La façana presenta un portal rectangular amb llinda monolítica i finestres rectangulars. Hi ha també un rellotge de sol en molt mal estat. El cos afegit té un gran arc de mig punt de rajol, i una finestra al capdamunt d'arc rebaixat. A l'interior els forjats dels pisos superiors de bigues de fusta i la teulada estàn totalment ensorrats. El parament del mur és arrebossat però parcialment, hi ha zones de la façana que deixen veure la maçoneria, aquí també composta de pedra fosca.

## Història
El trobem esmentat al fogatge de 1497 (“en Sabet”), tot i que l'edifici actual és posterior. Va ser un mas important que ha donat nom al veïnat.
Sembla que sofrí un incendi i avui resta totalment abandonat i en un procés accelerat de degradació.